# Philenora sordidior
Philenora sordidior är en fjärilsart som beskrevs av Rothschild 1913. Philenora sordidior ingår i släktet Philenora och familjen björnspinnare. Inga underarter finns listade i Catalogue of Life.